# Classe Aréthuse
Pour les articles homonymes, voir Aréthuse.
Le type Aréthuse désigne une série de quatre sous-marins d'attaque à propulsion classique conçus en France dès 1949 pour la Marine nationale française. Ils étaient référencés comme « Sous-marins de chasse » par la Marine nationale et communément appelés les « 400 tonnes ».

## Conception
Petits, discrets et très silencieux, leur mission principale était la lutte anti-sous-marine en zone côtière et dans les passages resserrés. À la fin de leur carrière, ils ont contribué à la constitution de la Force océanique stratégique en servant de plate-forme d'entraînement pour les équipages.
Ils étaient armés de quatre tubes lance-torpilles d'étrave et pouvaient embarquer huit torpilles courtes ou mines (quatre dans les tubes et quatre en réserve au poste avant).
Construits à Cherbourg à partir des plans dessinés par l'ingénieur du génie maritime André Girousse,  ils ont toujours été basés en Méditerranée, à Mers el-Kébir au début de leur carrière, puis à Toulon.
Ces sous-marins constituèrent une étape majeure de la reconstitution des forces sous-marines françaises après la Seconde Guerre mondiale, mais leur spécialisation et les limitations imposées par leur taille devaient restreindre leur nombre au profit de sous-marins plus polyvalents et plus lourds : les sous-marins de type Daphné (les « 800 tonnes »), construits pour les marines française, pakistanaise, portugaise, espagnole et sud-africaine.

## Sous-marins
| Nom et numéro de coque | Mise à l'eau      | Achevé           | Destin                                                                |
| ---------------------- | ----------------- | ---------------- | --------------------------------------------------------------------- |
| Aréthuse (S635)        | 9 novembre 1957   | 23 octobre 1958  | Désarmé en avril 1979                                                 |
| Argonaute (S636)       | 29 juin 1957      | 11 février 1959  | Désarmé en 1982 - préservé comme musée à la Cité des sciences à Paris |
| Amazone (S639)         | 3 avril 1958      | 1er juillet 1959 | Désarmé en juillet 1980                                               |
| Ariane (S640)          | 12 septembre 1958 | 16 mars 1960     | Désarmé en mars 1981                                                  |